# Masaki Kajishima
Masaki Kajishima (梶島 正樹, Kajishima Masaki) (Okayama, 16 de março de 1962) é um mangaka Japonês. Seu trabalho mais conhecido até o momento é Tenchi Muyo. Nasceu em Okayama. Foi educado na faculdade de Design Osaka.